# أيزو 3166-2:SS
أيزو 31166-2:SS هو الجزء المخصص لدولة جنوب السودان في أيزو 3166-2، وهو جزء من معيار أيزو 3166 الذي نشرته المنظمة الدولية للتوحيد القياسي (أيزو)، والذي يُعرف رموز لأسماء التقسيمات الرئيسية (مثل الأقاليم، الجهات، المقاطعات أو الولايات) من جميع البلدان في ترميز أيزو 3166-1.
يتكون كل رمز من جزئين مفصولين بواصلة. الجزء الأول هو SS، وهو رمز حرفي للبلد. أما الجزء الثاني فهو عبارة عن حرفين ترمز لتقسيم فرعي.

## الرموز الحالية
| الرمز | الولاية         |
| ----- | --------------- |
| SS-EC | وسط الاستوائية  |
| SS-EE | شرق الاستوائية  |
| SS-JG | جونقلي          |
| SS-LK | البحيرات        |
| SS-BN | شمال بحر الغزال |
| SS-UY | الوحدة          |
| SS-NU | أعالي النيل     |
| SS-WR | واراب           |
| SS-BW | غرب بحر الغزال  |
| SS-EW | غرب الاستوائية  |